# Мионица (Градачац)
Мионица  је насељено мјесто у саставу града Градачца, Федерација Босне и Херцеговине, БиХ.

## Становништво
| Националност       | 1991.          | 1981.          | 1971.          |
| Муслимани          | 5.305 (96,71%) | 5.068 (97,34%) | 4.537 (99,01%) |
| Срби               | 24 (0,43%)     | 20 (0,38%)     | 14 (0,30%)     |
| Хрвати             | 4 (0,07%)      | 10 (0,19%)     | 5 (0,10%)      |
| Југословени        | 31 (0,56%)     | 97 (1,86%)     | 18 (0,39%)     |
| остали и непознато | 121 (2,20%)    | 11 (0,21%)     | 8 (0,17%)      |
| Укупно             | 5.485          | 5.206          | 4.582          |

## Извор
- Књига: „Национални састав становништва — Резултати за Републику по општинама и насељеним мјестима 1991.", статистички билтен бр. 234, Издање Државног завода за статистику Републике Босне и Херцеговине, Сарајево.
- интернет — извор, „Попис по мјесним заједницама“ — https://web.archive.org/web/20131005002409/http://www.fzs.ba/Podaci/nacion%20po%20mjesnim.pdf